# Liste der Gebietsänderungen in Sachsen-Anhalt 2007
Die Liste der Gebietsänderungen in Sachsen-Anhalt 2007 enthält Änderungen an Gemeindegebieten des Landes Sachsen-Anhalt in der Zeit vom 1. Januar 2007 bis zum 31. Dezember 2007. Dazu zählen unter anderem Zusammenschlüsse und Trennungen von Gemeinden, Eingliederungen von Gemeinden in eine andere, Änderungen des Gemeindenamens und Umgliederungen von Teilen einer Gemeinde in eine andere.

## Legende
- Datum: juristisches Wirkungsdatum der Gebietsänderung
- Gemeinde vor der Änderung: Gemeinde vor der Gebietsänderung
- Gebietsänderung: Art der Gebietsänderung
- Gemeinde nach der Änderung: Gemeinde nach der Gebietsänderung
- Landkreis: Landkreis der Gemeinde nach der Gebietsänderung

Die Sortierung erfolgt chronologisch: Datum, kreisfreie Städte, Landkreise, aufnehmende oder neu gebildete Gemeinde. Heute noch bestehende Gemeinden sind farbig unterlegt.

## Liste
| Datum      | Gemeinde vor der Änderung                                                                  | Maßnahme                                                                                   | Gemeinde nach der Änderung                                                                 | Landkreis                                                                                  |
| ---------- | ------------------------------------------------------------------------------------------ | ------------------------------------------------------------------------------------------ | ------------------------------------------------------------------------------------------ | ------------------------------------------------------------------------------------------ |
| 01.01.2007 | Krumpa                                                                                     | Eingliederung                                                                              | Braunsbedra                                                                                | Merseburg-Querfurt                                                                         |
| 01.01.2007 | Jüdenberg                                                                                  | Eingliederung                                                                              | Gräfenhainichen                                                                            | Wittenberg                                                                                 |
| 01.01.2007 | Dorna                                                                                      | Eingliederung                                                                              | Kemberg                                                                                    | Wittenberg                                                                                 |
| 30.06.2007 | Sandersleben                                                                               | Namensänderung                                                                             | Sandersleben (Anhalt)                                                                      | Mansfelder Land                                                                            |
| 01.07.2007 | Kreisneugliederung 21 Landkreise, 3 kreisfreie Städte → 11 Landkreise, 3 kreisfreie Städte | Kreisneugliederung 21 Landkreise, 3 kreisfreie Städte → 11 Landkreise, 3 kreisfreie Städte | Kreisneugliederung 21 Landkreise, 3 kreisfreie Städte → 11 Landkreise, 3 kreisfreie Städte | Kreisneugliederung 21 Landkreise, 3 kreisfreie Städte → 11 Landkreise, 3 kreisfreie Städte |
| 01.07.2007 | Dessau Roßlau (Elbe)                                                                       | Zusammenschluss                                                                            | Dessau-Roßlau                                                                              | –                                                                                          |
| 01.07.2007 | Bitterfeld Greppin Holzweißig Thalheim Wolfen                                              | Zusammenschluss                                                                            | Bitterfeld-Wolfen                                                                          | Anhalt-Bitterfeld                                                                          |
| 01.07.2007 | Zeppernick                                                                                 | Eingliederung                                                                              | Möckern                                                                                    | Jerichower Land                                                                            |
| 12.07.2007 | Namensänderung des Landkreises Salzland in Salzlandkreis                                   | Namensänderung des Landkreises Salzland in Salzlandkreis                                   | Namensänderung des Landkreises Salzland in Salzlandkreis                                   | Namensänderung des Landkreises Salzland in Salzlandkreis                                   |
| 01.08.2007 | Namensänderung des Landkreises Burgenland in Burgenlandkreis                               | Namensänderung des Landkreises Burgenland in Burgenlandkreis                               | Namensänderung des Landkreises Burgenland in Burgenlandkreis                               | Namensänderung des Landkreises Burgenland in Burgenlandkreis                               |
| 29.12.2007 | Biere Eggersdorf Eickendorf Großmühlingen Kleinmühlingen Welsleben Zens                    | Zusammenschluss                                                                            | Bördeland                                                                                  | Salzlandkreis                                                                              |